# Luis Pérez
Luis Pérez González (ur. 25 sierpnia 1906 w Ahualulco de Mercado, zm. 28 maja 1963 w Meksyku) – meksykański piłkarz, reprezentant kraju, grający na pozycji napastnika. 

## Kariera klubowa
Luis Pérez González urodził się w Ahualulco de Mercado. Zaczął grać w piłkę nożną w CD Guadalajara. Następnie dołączył do Germania F-V. Sezon 1928/29 spędził w CD Marte, z którym zdobył mistrzostwo Meksyku.
Pérez od 1929 był zawodnikiem Club Necaxa. Czterokrotnie sięgnął z drużyną po mistrzostwo Meksyku w sezonach 1932/33, 1934/35, 1936/37 i 1937/38. Necaxa zdobyła także Puchar Meksyku w sezonie 1932/33 po zwycięstwie 3:1 nad Germania F-V oraz 1935/36 po zwycięstwie 2:1 nad Asturiasem. Pérez był piłkarzem Necaxy do 1943, po czym zakończył karierę piłkarską. 

## Kariera reprezentacyjna
W 1930 został powołany przez trenera Juana Luque de Serrallongę na Mistrzostwa Świata. Pérez w reprezentacji Meksyku zadebiutował 13 lipca 1930 w przegranym 1:4 spotkaniu z Francją, rozgrywanym w ramach światowego czempionatu. Oprócz starcia z Trójkolorowymi, wystąpił także w spotkaniu z Chile. 
Pérez wygrał wraz z drużyną Igrzyska Ameryki Środkowej i Karaibów w 1935 i 1938. Podczas Igrzysk zagrał ostatni mecz w reprezentacji. Przeciwnikiem była Wenezuela, a spotkanie zakończyło się zwycięstwem 1:0. Łącznie w latach 1930–1938 Pérez zagrał dla Meksyku w 7 spotkaniach, w których strzelił 2 bramki. 
| Mecze i gole w reprezentacji | Mecze i gole w reprezentacji | Mecze i gole w reprezentacji | Mecze i gole w reprezentacji | Mecze i gole w reprezentacji | Mecze i gole w reprezentacji | Mecze i gole w reprezentacji          |
| #                            | Data                         | Miasto                       | Przeciwnik                   | Gol                          | Wynik                        | Rozgrywki                             |
| ---------------------------- | ---------------------------- | ---------------------------- | ---------------------------- | ---------------------------- | ---------------------------- | ------------------------------------- |
| 1.                           | 13.07.1930                   | Montevideo                   | Francja                      |                              | 1:4                          | MŚ 1930                               |
| 2.                           | 16.07.1930                   | Montevideo                   | Chile                        |                              | 0:3                          | MŚ 1930                               |
| 3.                           | 30.03.1935                   | San Salvador                 | Kuba                         |                              | 6:1                          | Igrzyska Ameryki Środkowej i Karaibów |
| 4.                           | 01.04.1935                   | San Salvador                 | Honduras                     | Gol                          | 8:2                          | Igrzyska Ameryki Środkowej i Karaibów |
| 5.                           | 02.04.1935                   | San Salvador                 | Kostaryka                    | Gol                          | 2:0                          | Igrzyska Ameryki Środkowej i Karaibów |
| 6.                           | 26.09.1937                   | Meksyk                       | Stany Zjednoczone            |                              | 5:1                          | towarzyski                            |
| 7.                           | 14.02.1938                   | Panama                       | Wenezuela                    |                              | 1:0                          | Igrzyska Ameryki Środkowej i Karaibów |

## Sukcesy
Meksyk
- Igrzyska Ameryki Środkowej i Karaibów (2): 1935 (1. miejsce), 1938 (1. miejsce)

CD Marte
- Mistrzostwo Meksyku (1): 1928/29

Club Necaxa
- Mistrzostwo Meksyku (4): 1932/33, 1934/35, 1936/37, 1937/38
- Puchar Meksyku (2): 1932/33, 1935/36